# 운동장로 (영천시)
운동장로(Undongjang-ro)는 대한민국의 경상북도 영천시 서부동 중심부를 연결하는 도로이다.

## 노선 경로
- 수원지길 직결
  - 서문오거리 - 장수로, 강변로, 최무선로
  - 삼거리 명칭 미상 - 외머리로

## 같이 보기
- 영천종합운동장